# Buissard
Buissard település Franciaországban, Hautes-Alpes megyében. Lakosainak száma 194 fő (2022. január 1.). Buissard Chabottes, Forest-Saint-Julien, Saint-Julien-en-Champsaur és Saint-Michel-de-Chaillol községekkel határos.

## Népesség
A település népességének változása:
| Lakosok száma | 102  | 111  | 100  | 156  | 190  | 204  | 208  | 215  | 209  | 194  |
|               | 1968 | 1982 | 1990 | 2006 | 2013 | 2015 | 2017 | 2019 | 2020 | 2022 |